# Bull Rockett
Bull Rockett es una historieta argentina de ciencia ficción y acción creada por el guionista Héctor Germán Oesterheld. Fue el primero de los personajes importantes de Oesterheld, y su primer éxito reconocido en el mundo del cómic. Fue ilustrado por primera vez por el artista italiano Paul Campani y se publicó desde el inicio en la Editorial Abril.
La historieta comenzó a publicarse en la revista Misterix el 1 de febrero de 1952 y su publicación se extendió hasta el cierre del semanario en 1965. Héctor Germán Oesterheld, creador del personaje, escribió sus guiones hasta diciembre de 1957. En esta primera etapa, la serie fue ilustrada por el italiano Paul Campani (hasta julio de 1955), Francisco Solano López y Julio Schiaffino.
En 1957, Oesterheld funda junto con su hermano Jorge la Editorial Frontera, la cual comenzaría publicando versiones noveladas de las historietas de Bull Rockett y el Sargento Kirk. El éxito impulsó a Oesterheld a publicar las revistas Hora Cero y Frontera, la mayor parte de cuyos contenidos escribía él mismo. Para desvincularse de la editorial Abril, Oesterheld negoció con su editor que dejaría allí su personaje de Bull Rockett (que continuó siendo publicado por dicha editorial, con otros equipos creativos), pero conservaría su personaje del Sgto. Kirk.
El 5 de marzo de 1973, se publicó en la revista Billiken N° 2773 un episodio completo de Bull Rockett llamado "Invasión", con guion de Oesterheld e ilustraciones de Enio. 
Y a partir de diciembre de 1976, en la revista Tit-Bits, de Editorial Récord, se publicaron veintisiete nuevos episodios, once de los cuales tienen guiones de Oesterheld. Las diez primeras entregas son dibujadas por Lito Fernández y las restantes por Garibaldi.

## Argumento
Creado originalmente como un piloto de prueba, Bull Rockett es esencialmente un hombre de acción con conocimientos extraordinarios. En sus aventuras, siempre es acompañado por dos ayudantes: Slim “Pig” Picmy, cara humorística del grupo, gran mecánico e inventor, y Bob Gordon, ex periodista deportivo que cumple la función de narrador en la serie. Los tres residen, junto a Mamá Picmy, madre de Pig, en una cabaña–laboratorio ubicada en Quiet Creek, un lugar aislado dentro de los Estados Unidos. 
A Bull Rockett le toca enfrentar tanto a espías internacionales en plena Guerra Fría como a seres extraterrestres. Y todo dentro de variados escenarios que van desde la jungla africana a los hielos eternos del Polo Norte. 
En la segunda etapa (1976), Bull Rockett y sus amigos son despertados luego de permanecer en estado de hibernación durante 20 años, para que tripulen un cohete hacia la Luna en búsqueda de una sustancia necesaria para crear una superpila.